# Nanyue damiao

Nanyue damiao (chinois : 南岳大庙 ; pinyin : nányuè dàmiào ; litt. « grand temple de la haute montagne du Sud ») est un temple situé sur le district de Nanyue, province de Hunan, en République populaire de Chine.

## Consécration
Il est consacré à Laozi et au mont Heng du Sud, l'une des cinq montagnes sacrées de Chine.[réf. souhaitée]

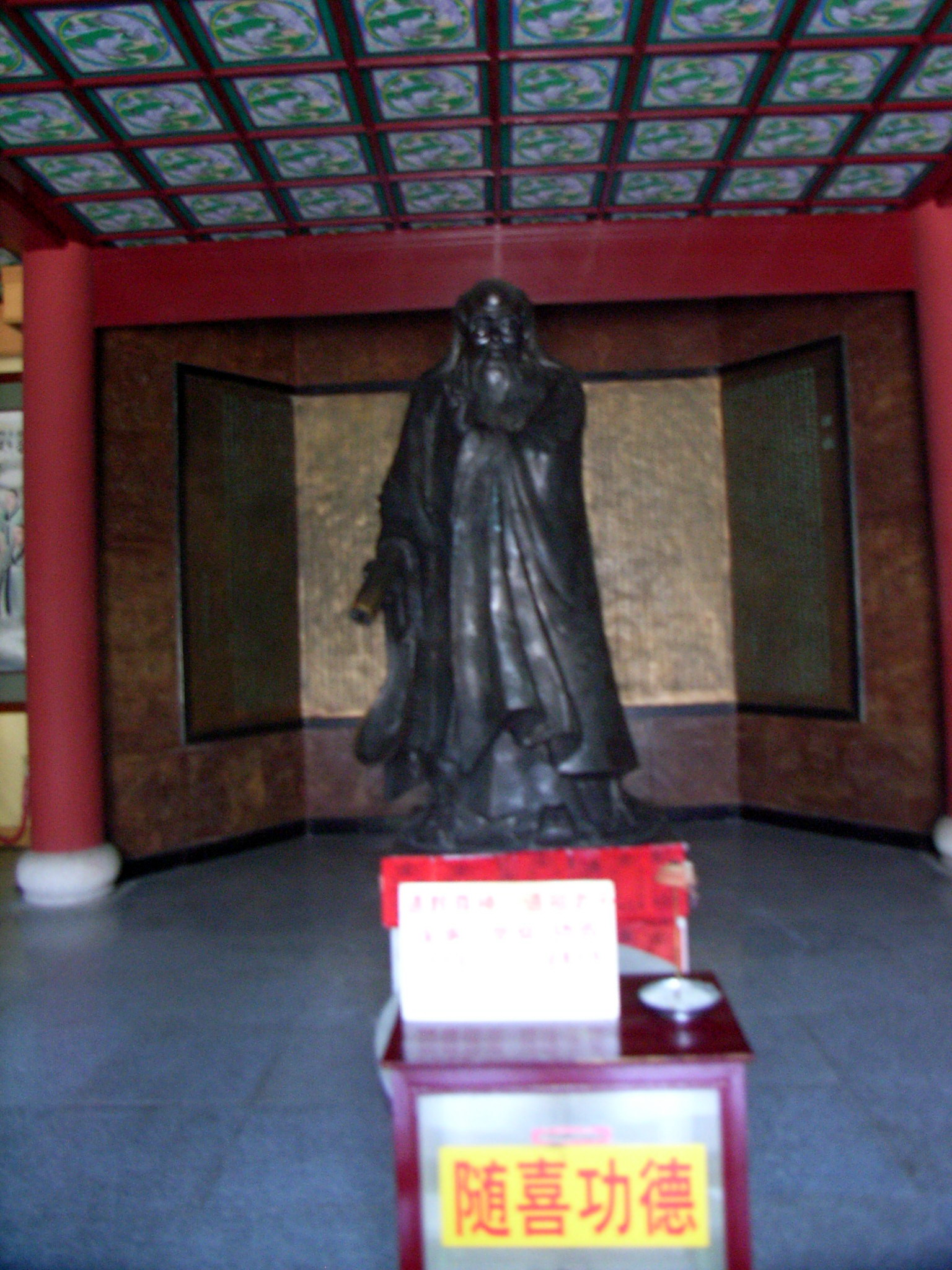
Statue de Laozi dans son autel.